# هنک پیم
دکتر هنری «هنک» پیم (به انگلیسی: Hank Pym) یک شخصیت خیالی قهرمان بزرگ در کتاب‌های کامیک منتشر شده توسط مارول کامیکس است؛ که توسط نویسنده و ویراستار استن لی و طراح جک کربی خلق شده‌است و برای اولین بار، در شمارهٔ ۲۷ مجلهٔ (Tales to Astonish) در ژوئیه ۱۹۶۲ معرفی شد.
مایکل داگلاس در فیلم‌های مرد مورچه‌ای (۲۰۱۵) و مرد مورچه‌ای و زنبورک (۲۰۱۸) وظیفه بازی در این نقش را بر عهده دارد.

## هویت (ها)
جلیقه زرد
مرد مورچه‌ای
گولیث
جاینت-من